# 4737 Кіладзе
4737 Кіладзе (4737 Kiladze) — астероїд головного поясу, відкритий 24 серпня 1985 року.
Тіссеранів параметр щодо Юпітера — 3,362.